# Мусаев, Вагиф (футболист)
Вагиф Мусаев (азерб. Vaqif Musayev; род. 9 октября 1972, Баку) — советский и азербайджанский футболист, азербайджанский футбольный арбитр категории ФИФА. Международные матчи обслуживает с 2010 года в качестве помощника рефери.

## Биография
Воспитанник бакинского «Нефтчи». Начал выступать на взрослом уровне в 1989 году во второй лиге СССР за МЦОП «Динамо» (Баку). После распада СССР выступал в высшей лиге Азербайджана за «Туран» (Товуз) и различные команды из Баку. Всего в высшей лиге сыграл 152 матча и забил 4 гола. Завершил игровую карьеру в 2004 году.
С 2004 года работал судьёй на линии на матчах второй, первой и высшей (с 2006 года) лиги Азербайджана, а также турнира дублирующих составов. С 2010 года является арбитром международной категории (ассистент рефери ФИФА). В 2012 году вновь вошел в список арбитров ФИФА из Азербайджана, получивших международную категорию. Работал на международных матчах среди клубов и сборных.
В качестве ассистента рефери обслуживал матч Суперкубка Азербайджана между командами «Хазар-Ленкорань» и «Нефтчи», проходившим 23 октября 2013 года в городе Нахчыван (Азербайджан).
Окончил Азербайджанскую государственную академию физкультуры и спорта (1994).

## Личная жизнь
Женат, двое детей.